# G-20 topmødet i Tyrkiet 2015
G-20 topmødet i Tyrkiet 2015 blev det tiende møde for regeringscheferne i G20.
Stedet for mødet er endnu ikke blevet fastlagt eller bekendtgjort.

## Deltagende statsledere
- Argentina
Axel Kicillof, Finansminister
- Australien
Malcolm Turnbull, Premierminister
- Brasilien
Dilma Rousseff, Præsident
- Canada
Justin Trudeau, Premierminister
- Frankrig
Laurent Fabius, Udenrigsminister
- Tyskland
Angela Merkel, Forbundskansler
- Indonesien
Joko Widodo, Præsident
- Italien
Matteo Renzi, Premierminister
- Japan
Shinzō Abe, Premierminister
- Mexico
Enrique Peña Nieto, Præsident
- Rusland
Vladimir Putin, Præsident
- Saudi-Arabien
Salman, Regent
- Sydafrika
Jacob Zuma, Præsident
- Sydkorea
Park Geun-hye, Præsident
- Tyrkiet
Recep Tayyip Erdoğan, Præsident (Host)
- Storbritannien
David Cameron, Premierminister
- USA
Barack Obama, Præsident
- Europæiske Union
Herman Van Rompuy, Formand for Det Europæiske Råd
- Europæiske Union
Jean-Claude Juncker, Europa-Kommissionsformand

### Inviterede gæster
- Aserbajdsjan
Ilham Aliyev, Præsident
- Senegal
Macky Sall, Præsident
- Singapore
Lee Hsien Loong, Premierminister
- Spanien
Mariano Rajoy, Premierminister
- Zimbabwe
Robert Mugabe, Præsident og formand for den Afrikanske Union[2]